# 沾化区
沾化区是中国山东省滨州市的一个市辖区。总面积为2218平方公里。區人民政府駐富國街道金海五路166號。

## 历史沿革
唐垂拱四年（688年），于棣州渤海县置招安镇（今古城镇）。宋庆历二年（1042年）升招安镇为招安县。熙宁六年（1073年）复为镇，归渤海县。元丰二年（1079年），复置招安县。金明昌六年（1195年）招安县更名，取《汉书·龚遂传》渤海太守龚遂治郡故事，定县名为“沾化”，并沿用至今。
1956年开始于富国村南建设新县城。1957年秋县政府由沾城（今古城镇）迁新址。
2014年9月9日，撤销沾化县，设立滨州市沾化区。

## 行政区划
沾化区下辖2个街道办事处、7个镇、2个乡、1个办事处：
富国街道、富源街道、下洼镇、古城镇、冯家镇、泊头镇、大高镇、黄升镇、滨海镇、下河乡、利国乡和海防办事处。

## 人口
根據第七次全国人口普查數據，截至2020年11月1日零時，沾化區常住人口為334948人。

## 地理
北临渤海。县境属于鲁西北冲积平原。地势西南高，东北低。

## 交通
- 205国道、 340国道
- 荣乌高速途径沾化， 秦滨高速止于沾化
- 滨港铁路
- 大高机场
- 滨州港

## 历代名人
苏兆登、苏敬衡、张衍鲁、张衍熙、王金奎、王鸿文、徐之薰、吴瑞洪、高汝翼、张培之、宋清元、王家驹、于慎德、王国华、李臣、郭本道、冯基民、鲍作舟、王子英、颜迈千、孙学文、李品三、李维亭、吴赤云、傅瑞五、冯培元、罗清泽、姜子修、霍杰民、郭士臣、边希珍、耿同麟、吴玉山、杨长峰、耿炳张、张森三、董风和、郭树村、张长安、徐成林、杨天骥、王振民、丁汝夔

## 特产

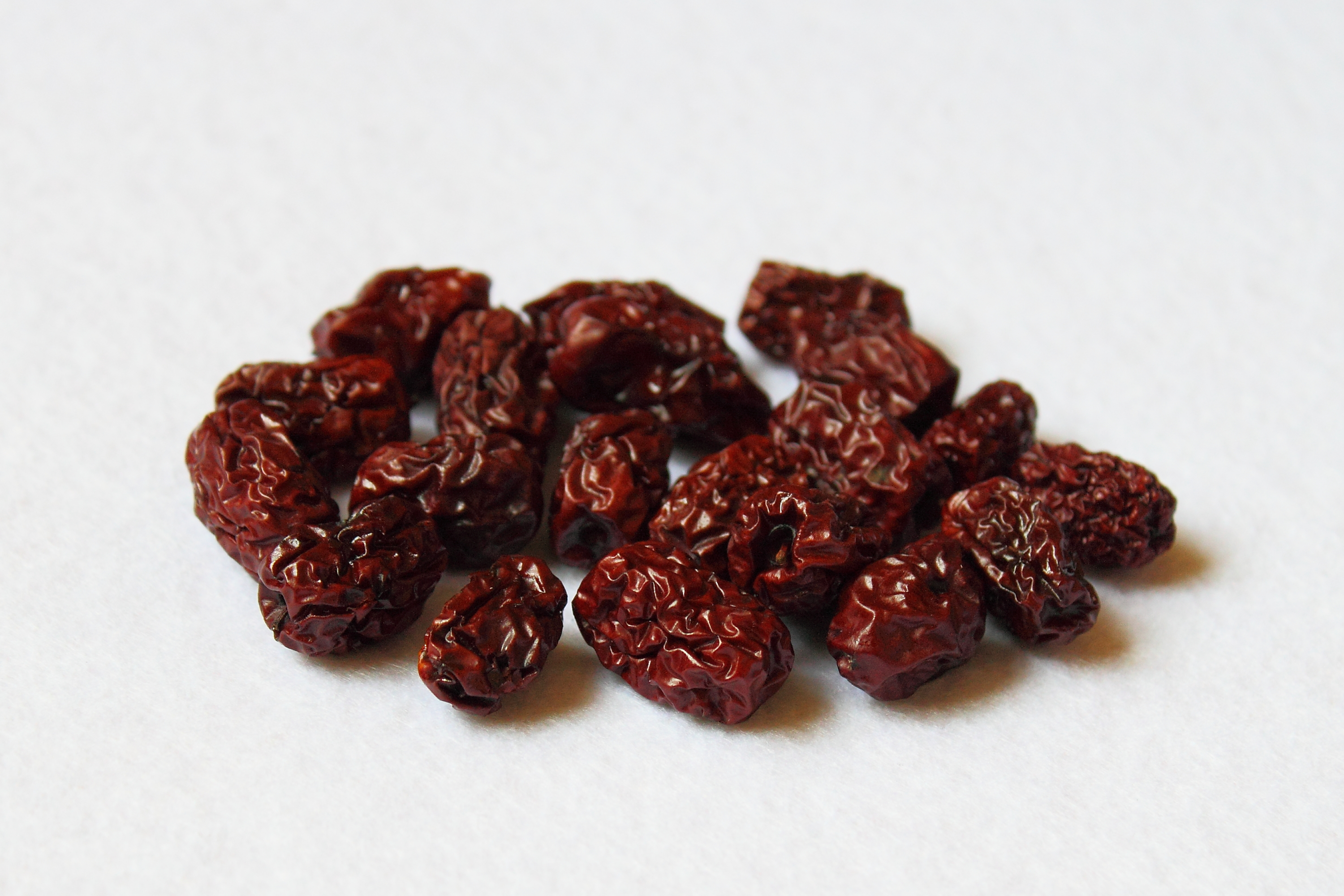
产于沾化的干枣，此外沾化还盛产冬枣

沾化以盛产冬枣闻名，誉为冬枣之乡，因为气候及地质原因，冬枣果大脆甜，别具特色。